# Mount Isaac
Mount Isaac ist ein 1250 m hoher Berg im ostantarktischen Viktorialand. Er ragt 1,4 km südöstlich des Mount Novak am Kopfende des Alexander Valley in der Cruzen Range auf.
Das New Zealand Geographic Board benannte ihn 2005 nach dem neuseeländischen Geologen Mike Isaac, der 1985 und 1992 Erkundungsmannschaften in dieses Gebiet leitete.